# 奥托·摩尔
奥托·乔治·摩尔（英語：Otto George Moore，1946年8月27日—），美国NBA联盟前职业篮球运动员。他在1968年的NBA选秀中第1轮第6顺位被底特律活塞选中。